# آقاباغی
آقاباغی (به ترکی آذربایجانی: Ağabağı) یک منطقهٔ مسکونی در جمهوری آذربایجان است که در شهرستان زردآب واقع شده‌است. آقاباغی ۴۴۲ نفر جمعیت دارد.
نام این روستا به معنی باغ آقا است.